# ابن أبي عاصم
أبو بكر بن أبي عاصم. وهو أحمد بن عمرو بن الضحاك بن مخلد الشيباني. الحافظ الإمام المحدّث. من علماء أهل السنة والجماعة والحديث والنسك والأمر بالمعروف والنهي عن المنكر.

## سيرته
ولد سنة 206 هـ. كما قالت ابنته عاتكة: «ولد أبي في شوال سنة ست ومائتين فسمعته يقول : ما كتبت الحديث حتى صار لي سبع عشرة سنة، وذلك أني تعبدت وأنا صبي، فسألني إنسان عن حديث، فلم أحفظه، فقال لي : ابن أبي عاصم لا تحفظ حديثا ؟ ! فاستأذنت أبي، فأذن لي، فارتحلت.»
وقال أبو العباس النسوي: «وكان مذهبه القول بالظاهر، وكان ثقة نبيلا معمرا.». وقال الحافظ أبو نعيم: كان فقيها، ظاهري المذهب. قال الذهبي: «وكان أبو بكر ظاهريّ المذهب مجتهدًا من طبقة داود بن علي، وتأخّر عنه قليلًا».
سمع من والده وجده ومن جده لامه الحافظ موسى بن إسماعيل التبوذكى وكانت عائلته من كبار العلماء، وقد اصيب في كتبه في فتنة الزنج ورجع يروى من حفظه الكثير.
وروى الحديث عن عدد كبير من العلماء منهم: أبو الوليد الطيالسى وأبو بكر بن أبي شيبه ومحمد بن كثير ودحيم وهشام بن عمار وأبو حاتم الرازي والبخاري والخوطي.
وحدث عنه جم غفير من المحدثين، ومنهم: أبو بكر القباب راوى كتاب السنة وابنته أم الضحاك عاتكة والقاضي أبو أحمد العسال وأحمد بن بندار ومحمد بن أحمد الكسائي وأبو الشيخ وغيرهم.
ولي قضاء أصبهان، وتوفي لخمس خلون من ربيع الآخر، سنة 287 هـ. وصلى عليه ابنه الحكم بن أحمد ودفن بمقبرة دوشاباذ 

## مؤلفاته
- المسند الكبير. به نحو خمسين ألف حديث.
- الآحاد والمثاني. وبه نحو عشرين ألف حديث.
- كتاب السنّة. وهو أشهر مؤلفاته.
- كتاب المذكر والتذكير.

وغيرها.

## ثناء الأئمة عليه
- قال ابن كثير: «كان حافظا كبيرا جليلا» [9]
- وقال الذهبي: « الحافظ الزاهد الفقيه» [10]
- وقال ابن عساكر: «محدث ابن محدث ابن محدث أصله من البصرة وسكن أصبهان وولي قضاءها وكان مصنفا في الحديث مكثرا منه» [11]
- وقال أبو بكر بن مردويه : «حافظ كثير الحديث» [12]